# Порт-Баррінгтон (Іллінойс)
Порт-Баррінгтон (англ. Port Barrington) — селище (англ. village) в США, в округах Лейк і Макгенрі штату Іллінойс. Населення — 1584 особи (2020).

## Географія
Порт-Баррінгтон розташований за координатами 42°14′38″ пн. ш. 88°11′43″ зх. д. / 42.24389° пн. ш. 88.19528° зх. д. (42.244026, -88.195201).  За даними Бюро перепису населення США в 2010 році селище мало площу 3,33 км², з яких 2,98 км² — суходіл та 0,35 км² — водойми.

## Демографія
Згідно з переписом 2010 року, у селищі мешкало 1517 осіб у 525 домогосподарствах у складі 434 родин. Густота населення становила 455 осіб/км².  Було 559 помешкань (168/км²).
Расовий склад населення:
| - 88,0 % — білих - 7,2 % — азіатів - 1,2 % — чорних або афроамериканців - 1,3 % — осіб інших рас |

До двох чи більше рас належало 2,4 %. Частка іспаномовних становила 5,7 % від усіх жителів.
За віковим діапазоном населення розподілялося таким чином: 30,0 % — особи молодші 18 років, 62,9 % — особи у віці 18—64 років, 7,1 % — особи у віці 65 років та старші. Медіана віку мешканця становила 38,9 року. На 100 осіб жіночої статі у селищі припадало 102,5 чоловіків;  на 100 жінок у віці від 18 років та старших — 100,4 чоловіків також старших 18 років.
Середній дохід на одне домашнє господарство  становив 136 269 доларів США (медіана — 114 750), а середній дохід на одну сім'ю — 144 413 долари (медіана — 124 821). Медіана доходів становила 81 000 доларів для чоловіків та 57 031 долар для жінок. За межею бідності перебувало 4,1 % осіб, у тому числі 4,4 % дітей у віці до 18 років та 4,3 % осіб у віці 65 років та старших.
Цивільне працевлаштоване населення становило 748 осіб. Основні галузі зайнятості: науковці, спеціалісти, менеджери — 18,3 %, освіта, охорона здоров'я та соціальна допомога — 14,3 %, виробництво — 13,6 %.